# Fasón
Fasón, o façon, es un galicismo derivado de la palabra francesa façon y es utilizado sobre todo en Uruguay y Argentina para indicar la manufactura por pedido de un tercero, dueño de los insumos o los medios necesarios para la elaboración de un producto o trabajo.

## Variantes
Algunos son de servicios, como por ejemplo:
- la contratación que realiza un matadero de una tercera empresa que se encarga de la faena dentro de la propia planta de la primera,[7]
- otros son de marcas, como por ejemplo cuando una cadena de supermercados manda elaborar un producto con un estándar de calidad determinado y al cual le pondrá la marca del supermercado y no la del fabricante.[8]
- También se usa mucho el sistema de fasón en las integraciones comerciales-productivas, como por ejemplo el caso de las textiles que proveen de hilos y/o lanas y/o telas para que pequeñas tejedoras elaboren tejidos y prendas que serán comercializadas con la marca de la textil.[9]
- similar a este último caso es el de los pequeños productores que se integran en las avícolas; estas proveen los pollos bebés, la ración y otros insumos necesarios para la cría, y así este fasonero entregará a la avícola los pollos ya criados para la faena.[10][11]

Existe variado grado de dependencia del fasonero del fasoneador y se da esto porque el que comercializa el producto es el fasoneador.